# Comuna de Dołhobyczów
Dołhobyczów (polaco: Gmina Dołhobyczów) é uma gminy (comuna) na Polónia, na voivodia de Lublin e no condado de Hrubieszowski. A sede do condado é a cidade de Dołhobyczów.
De acordo com os censos de 2004, a comuna tem 6175 habitantes, com uma densidade 28,8 hab/km².

## Área
Estende-se por uma área de 214,19 km², incluindo:
- área agricola: 79%
- área florestal: 16%

## Demografia
Dados de 30 de Junho 2004:
|                      | Total   | Total | Mulheres | Mulheres | Homens  | Homens |
| -------------------- | ------- | ----- | -------- | -------- | ------- | ------ |
|                      | pessoas | %     | pessoas  | %        | pessoas | %      |
| População            | 6175    | 100   | 3091     | 50,1     | 3084    | 49,9   |
| Densidade (pop./km²) | 28,8    | 100   | 14,4     | 14,4     | 14,4    | 14,4   |

De acordo com dados de 2002, o rendimento médio per capita ascendia a 1492,54 zł.

## Comunas vizinhas
- Mircze, Telatyn, Comuna de Ulhówek.